# Zastava Sjeverne Makedonije
Zastava Sjeverne Makedonije predstavlja uzdižuće žuto sunce s osam zraka na crvenoj pozadini. To simbolizira „novo sunce slobode - novo sonce na slobodata“, opjevanom i u makedonskoj himni „Denes nad Makedonija“:
Danas nad Makedonijom se rađa (Денес над Македонија се раѓа)

novo sunce slobode! (ново сонце на слободата!)

Makedonci se bore (Македонците се борат)

za svoja prava! (за своите правдини!)

## Prethodne zastave

### Zastava u SFRJ
Dok je Makedonija bila u sastavu SFRJ, zastava je imala crvenu podlogu sa zvijezdom petokrakom ocrtanom žutom bojom u gornjem lijevom kutu.

### Zastava neovisne Makedonije
Do 1995., na zastavi se nalazilo Verginino sunce, koja je zbog grčkog navoda da je ona ekskluzivni nositelj prava korištenja tog simbola, zamijenjeno novim.

### Povijesne zastave
- Zastava Kruševske Republike (1903.)
- Zastava Narodne Republike Makedonije (1944. – 1946.)
- Zastava SR Makedonije (1946. – 1992.)
- Zastava Republike Makedonije (1992. – 1995.)

## Prijedlozi
Prije sadašnje zastave, postojalo je više prijedloga za novu zastavu:
- Prijedlog iz 1995.[1]
- Prijedlog iz 1995.[1]
- Prijedlog iz 1995.[1]
- Prijedlog iz 1995.[1]
- Prijedlog iz 1995.[1]
- Prijedlog iz 1995.[1]
- Prijedlog iz 1995.[1]
- Prijedlog iz 1995.[1]
- Prijedlog iz 1995.[1]
- Posljednji prijedlog[1]

## Ostale zastave
- Skoplje
- Ohrid
- Brvenica
- bivša Drugovo
- Prilep
- Tetovo
- Aračinovo
- Čaška
- Lipkovo
- Stara zastava Sopišta

## Dizajn
| System | Crvena  | Žuta      |
| ------ | ------- | --------- |
| RGB    | 210-0-0 | 255-230-0 |
| HTML   | #D20000 | #FFE600   |

## Vanjske poveznice
- Flags of the World